# داني غلوفر

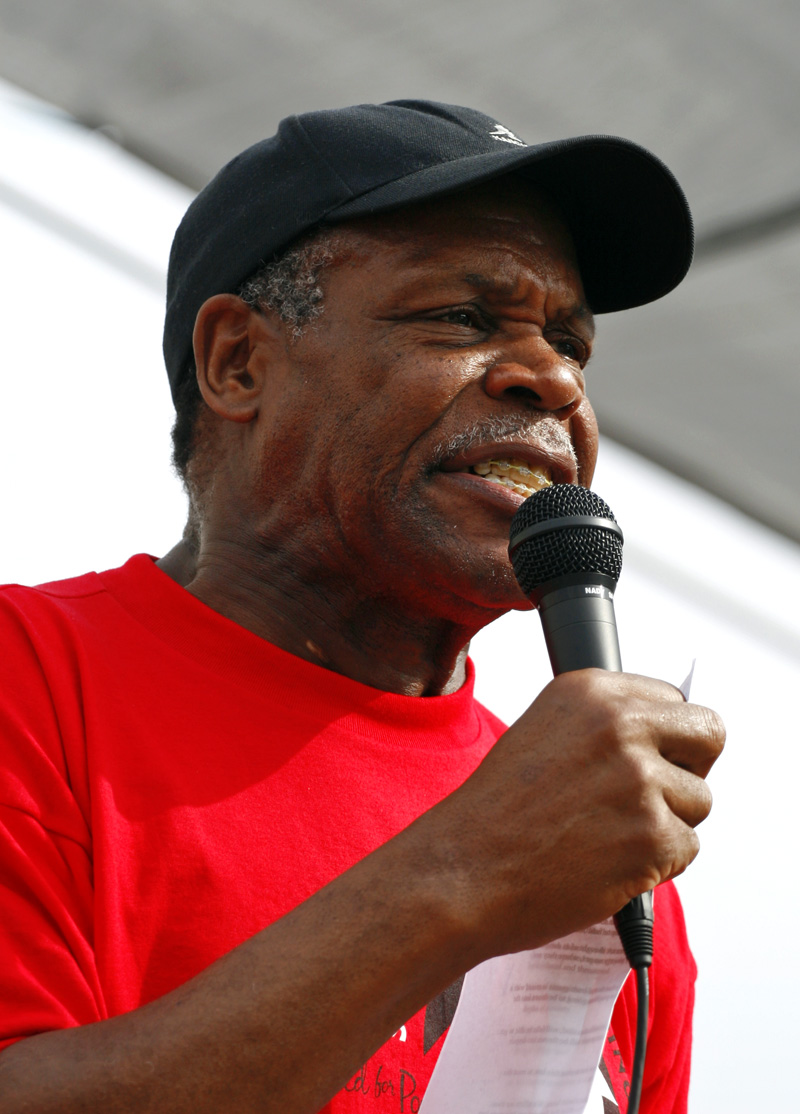
داني غلوفر

داني غلوفر (بالإنجليزية: Danny Glover) ممثل أميركي من أصل أفريقي، ولد في سان فرانسيسكو، كاليفورنيا، بالولايات المتحدة الأمريكية.
داني غلوفر هو ابن سان فرانسيسكو المولود عام 1946 لأبوين يعملان بالبريد. درس بجامعة سان فرانسيسكو حيث التقى بزميلته أساكا بوماني، التي تزوجها عام 1975، وسرعان ما أصبح ناشطا في الجماعات الساعية لتحسين حياة الأمريكيين السود.
التحق غلوفر بورشة الممثلين السود، حيث تعلم أصول فن التمثيل، واستقال من عمله الإداري ليقف على خشبة المسرح للمرة الأولى في مدينة لوس أنجلوس.
عانى غلوفر في شبابه من نوبات الصرع، نجح بعد ذلك في التغلب عليها من خلال طريقة ذهنية في التركيز، يقول إنها اكتشفها بنفسه، وإنها أقرب إلى التنويم المغناطيسي الذاتي، ويؤكد غلوفر إن نوبات الصرع لم تعرف طريقها إليه منذ كان في الخامسة والثلاثين.
المشوار
بدأ غلوفر تجربته السينمائية بفيلم الهروب من جزيرة ألكاتراث Escape from Alcatraz عام 1979، ثم اشتهر بدور رجل الشرطة في سلسلة أفلام السلاح القاتل، التي وضعته في مصاف كبار النجوم، وحققت أعلى الإيرادات.
تنوع الأداء المقنع لغلوفر من الرومانسية (أماكن في القلب Places in the Heart) عام 1984، إلى الشرير في فيلم الشاهد Witness عام 1985، وأفلام أخرى مثل المفترس Predator واللون القرمزي The Color Purple وغيرهما. كما اشتهر غلوفر ممثلا في عدد من أفلام الأطفال.
يتميز غلوفر بموهبة تمثيلية وفنية كبيرة، ويضعه جمهوره بين نجومه المحبوبين المثقفين.

## حياته المهنية
عمل غلوفر في الأصل في إدارة المدينة العاملة على تنمية المجتمع قبل الانتقال إلى المسرح. وقد قال:
لم أعتقد أن الانتقال صعب. التمثيل هو منصة يمكن أن تصبح وسيلة نقل للأفكار. والفن طريقة للتفاهم، ومواجهة القضايا، ومواجهة مشاعرك الخاصة – كل ذلك ضمن نطاق القدرة التي يمثلها. قد يكون ذلك قفزة في الإيمان بالنسبة لي، ليس فقط بسبب إعاقتي في التعلم (عسر القراءة) ولكن أيضًا حقيقة أنني شعرت بالحرج. شعرت بكل الأشياء التي يشعر بها شخص ما بطول 6 أقدام و3 إنشات أو 6 أقدام و4 إنشات، مع انخفاض توقعاتي حول من يمكن أن أكون وما أشعر. سواء أكان الفن، أو التمثيل، أو المسرح، فقد كرست نفسي لأضع المزيد من الشغف والطاقة فيه.
كانت مشاركته الأولى في المسرح مع مسرح المعهد الأمريكي، وهو برنامج تدريبي إقليمي في سان فرانسيسكو. تدرب غلوفر أيضًا مع جين شيلتون في مختبر شيلتون للممثلين في سان فرانسيسكو. في مقابلة مع برنامج إنسايد ذا أكتورس استديو، نسب غلوفر جزء كبير من تطوره كممثل إلى جين شيلتون. قرر غلوفر أنه يريد أن يكون ممثلُا، استقال من وظيفته في إدارة المدينة وسرعان ما بدأ حياته المهنية كممثل مسرحي. انتقل غلوفر بعد ذلك إلى لوس أنجلوس للحصول على مزيد من الفرص في التمثيل، وانتقل لاحقًا لتأسيس مجموعة مسرح روبي مع الممثل بن غيلوري تكريمًا للممثل والمغني الموسيقي بول روبسون في لوس أنجلوس عام 1994.
لدى غلوفر مجموعة متنوعة من الأدوار السينمائية، والمسرحية، والتلفزيونية، واشتهر بلعب دور الرقيب روجر مورتو من شرطة لوس أنجلوس في سلسلة أفلام ليثال وبن (السلاح القاتل)، إلى جانب ميل غيبسون وجو بيشي. في وقت لاحق لعب دور البطولة مع غاري بوسي في فيلم بريداتور 2. أدى أيضًا دور البطولة بصفته زوج سيلي التي لعبت دورها ووبي غولدبرغ من التعديل الأدبي المشهور ذا كلر بربل (اللون الأرجواني)، وجيمس مكفي في فيلم ويتنس (الشاهد). كان ظهوره الإخراجي الأول في الفيلم القصير أوفررايد على قناة شوتايم في عام 1944.
أسس غلوفر والممثل بن غيلوري عام 1994 مجموعة مسرح روبي في لوس أنجلوس، مع التركيز على المسرح من قبل وعن السود. أدى عدة أدوار كاميو خلال حياته المهنية، على سبيل المثال: في فيديو مايكل جاكسون «لايبريان غيرل» لعام 1987. حصل غلوفر على أعلى دخل لأول مرة في بريداتور 2، تتمة لفيلم الخيال العلمي الحركي بريداتور. في نفس العام أدى دور البطولة مع تشارلز بوينت في فيلم تو سليب ويذ أنغر، والذي فاز بجائزة الروح المستقلة لأفضل ممثل رئيسي.
إلى جانب همفري بوغارت، وإليوت غولد، وروبرت ميتشوم الذين أدوا دور المحقق الخاص فيليب مارلو من تأليف رايموند تشاندلر، لعب غلوفر دورًا في حلقة «ريد واين» من سلسلة فولن أنجلز لشبكة شوتايم عام 1995. تحت شعار شركة الإنتاج السابقة كاري للأفلام في عام 1997، أنتج المدير التنفيذي غلوفر العديد من الأفلام لمخرجين لأول مرة بما في ذلك فيلم النوار-الجديد القصير فينال أكت للمخرجة بام مالفو، وبطولة جو مورتون، والذي بُث على قناة الأفلام المستقلة. بالإضافة إلى ذلك، كان غلوفر ممثلًا صوتيًا في العديد من أفلام الأطفال. برز غلوفر عام 2001 في الفيلم الشهير ذا رويال تينينبوم، وأيضًا من بطولة جوينيث بالترو، وأنجيليكا هيوستن، وبن ستيلر، وأوين ويلسون. 

## أفلامه
- أماكن في القلب
- عيد الميلاد تقريبا

أهم افلامه سلسلة السلاح القاتل lethal weapon مع الممثل الكبير ميل جيبسون

## وصلات خارجية
- داني غلوفر على موقع IMDb (الإنجليزية)
- داني غلوفر على موقع روتن توميتوز (الإنجليزية)
- داني غلوفر على موقع مونزينجر (الألمانية)
- داني غلوفر على موقع قاعدة بيانات الأفلام العربية
- داني غلوفر على موقع ألو سيني (الفرنسية)
- داني غلوفر على موقع ميوزك برينز (الإنجليزية)
- داني غلوفر على موقع تيرنر كلاسيك موفيز (الإنجليزية)
- داني غلوفر على موقع أول موفي (الإنجليزية)
- داني غلوفر على موقع بوكس أوفيس موجو (الإنجليزية)
- داني غلوفر على موقع قاعدة بيانات برودواي على الإنترنت (الإنجليزية)
- A free video excerpt of a lecture by Glover[وصلة مكسورة]
- The TransAfrica Forum
- Danny Glover at Emmys.com نسخة محفوظة 20 يوليو 2012 على موقع واي باك مشين.